# Cervus canadensis wallichii
Il cervo del Tibet (Cervus canadensis wallichii G. Cuvier, 1823), noto anche come shou, è una sottospecie di wapiti originaria degli altopiani del Tibet meridionale e del Bhutan. Un tempo era ritenuto prossimo all'estinzione, ma la sua popolazione è attualmente risalita a oltre 8300 capi, la maggior parte dei quali vive in una riserva naturale di 120000 ettari istituita nel 1993 nella contea di Riwoqê della prefettura di Qamdo (Regione Autonoma del Tibet). Agli inizi del XX secolo ne furono ospitati alcuni esemplari allo zoo di Londra e in un piccolo zoo a sud di Lhasa.

## Descrizione
Il cervo del Tibet ha una struttura relativamente massiccia, con zampe corte e un largo muso squadrato. Il manto invernale è color bruno-sabbia chiaro, fatta eccezione per il muso, di colore grigiastro; quello estivo è grigio-ardesia. La grossa macchia bianca sul posteriore, al centro della quale spunta la breve coda, non è contornata da un margine scuro ben pronunciato, presente ad esempio nel cervo di Szechwan. Gli esemplari che abitano la parte orientale dell'areale hanno una striscia dorsale scura e rappresentano probabilmente quella che un tempo veniva descritta come una sottospecie a parte, C. c. affinis, ma oggi vengono generalmente classificati in C. c. wallichii.

## Distribuzione e habitat
Il cervo del Tibet, insieme al cervo di Szechwan, costituisce il gruppo meridionale delle sottospecie di wapiti. Vive nel Bhutan settentrionale e nel Tibet meridionale, dove la sua presenza è stata segnalata nella valle di Chumbi, in prossimità del Sikkim, e nella zona del lago Manasarovar. Per lungo tempo si temette che fosse completamente estinto, fino a quando nel 1988 non ne venne riscoperta una piccola popolazione in Bhutan e nel Tibet sud-orientale. Probabilmente il suo areale originario comprendeva molte piccole vallate del bacino del Brahmaputra a nord dell'Himalaya (Yarlung Zangbo).. Una spedizione del 1995 scoprì che una popolazione di circa 200 esemplari di cervo del Tibet sopravviveva ancora a nord dello Yarlung Tsangpo, nei pressi del villaggio di Zhenqi. Dal momento che questa è l'unica popolazione consistente della sottospecie, è in progetto l'istituzione di una riserva per proteggerla. Tracce dell'esistenza di altre popolazioni relitte sono state trovate lungo il fiume Subansiri.
Il cervo del Tibet è preda del lupo.